# Brasiles
Brasiles är en ort i Mexiko.   Den ligger i kommunen Mezquital och delstaten Durango, i den centrala delen av landet, 600 km nordväst om huvudstaden Mexico City. Brasiles ligger 585 meter över havet och antalet invånare är 151.
Terrängen runt Brasiles är huvudsakligen kuperad, men österut är den bergig. Brasiles ligger nere i en dal. Runt Brasiles är det mycket glesbefolkat, med 3 invånare per kvadratkilometer. Närmaste större samhälle är Huazamota, 7,8 km norr om Brasiles. I omgivningarna runt Brasiles växer huvudsakligen savannskog.